# كأس الأمم الإفريقية 2017 المجموعة د
المجموعة د من كأس الأمم الأفريقية لكرة القدم 2017 لعبت مبارياتها بين 17 و25 يناير 2017 في الغابون. المجموعة متكونة من منتخبات غانا، مالي، مصر وأوغندا.

## المنتخبات المشاركة
| الموقع | المنتخب | طريقة التأهل للنهائيات | تاريخ التأهل  | عدد المشاركات | آخر ظهور | أفضل إنجاز                                       | نقاط تصنيف الكاف | تصنيف الفيفا |
| ------ | ------- | ---------------------- | ------------- | ------------- | -------- | ------------------------------------------------ | ---------------- | ------------ |
| D1     | غانا    | بطل المجموعة ط         | 5 يونيو 2016  | 21            | 2015     | البطل (1963، 1965، 1978، 1982)                   | 56.5             |              |
| D2     | مالي    | بطل المجموعة ج         | 5 يونيو 2016  | 10            | 2015     | الوصيف (1972)                                    | 33.5             |              |
| D3     | مصر     | بطل المجموعة ص         | 4 يونيو 2016  | 23            | 2010     | البطل (1957، 1959، 1986، 1998، 2006، 2008، 2010) | 15.5             |              |
| D4     | أوغندا  | وصيف المجموعة د        | 4 سبتمبر 2016 | 6             | 1978     | الوصيف (1978)                                    | 12               |              |

## الترتيب
| م | الفريق | لعب | ف | ت | خ | أ.له | أ.ع | أ.ف | نقاط | التأهل                       |
| - | ------ | --- | - | - | - | ---- | --- | --- | ---- | ---------------------------- |
| 1 | مصر    | 3   | 2 | 1 | 0 | 2    | 0   | +2  | 7    | يتقدم إلى مرحلة خروج المغلوب |
| 2 | غانا   | 3   | 2 | 0 | 1 | 2    | 1   | +1  | 6    | يتقدم إلى مرحلة خروج المغلوب |
| 3 | مالي   | 3   | 0 | 2 | 1 | 1    | 2   | −1  | 2    |                              |
| 4 | أوغندا | 3   | 0 | 1 | 2 | 1    | 3   | −2  | 1    |                              |

- متصدر المجموعة سيواجه وصيف المجموعة ج في ربع النهائي

- وصيف المجموعة سيواجه متصدر المجموعة ج في ربع النهائي

## المباريات
- جميع المباريات حسب توقيت غرب أفريقيا (ت ع م+01:00)[2]

### غانا ضد أوغندا
| غانا               | 1–0   | أوغندا |
| ------------------ | ----- | ------ |
| أ. آيو 32' (ركلة.) | تقرير |        |

| غانا | أوغندا |

### مالي ضد مصر
| مالي | 0–0   | مصر |
| ---- | ----- | --- |
|      | تقرير |     |

| مالي | مصر |

### غانا ضد مالي
| غانا     | 1–0   | مالي |
| -------- | ----- | ---- |
| جيان 21' | تقرير |      |

| غانا | مالي |

### مصر ضد أوغندا
| مصر        | 1–0   | أوغندا |
| ---------- | ----- | ------ |
| السعيد 89' | تقرير |        |

| مصر | أوغندا |

### مصر ضد غانا
| مصر      | 1–0   | غانا |
| -------- | ----- | ---- |
| صلاح 11' | تقرير |      |

| مصر | غانا |

### أوغندا ضد مالي
| أوغندا  | 1–1   | مالي       |
| ------- | ----- | ---------- |
| ميا 70' | تقرير | بيسوما 73' |

| أوغندا | مالي |